# Apamea quaesita
Apamea quaesita är en fjärilsart som beskrevs av Augustus Radcliffe Grote 1876. Apamea quaesita ingår i släktet Apamea och familjen nattflyn. Inga underarter finns listade i Catalogue of Life.